# Guido Astuti
Guido Astuti (Torino, 15 settembre 1910 – Roma, 7 ottobre 1980) è stato un avvocato e giurista italiano, giudice della Corte costituzionale dal 1973 al 1980.

## Biografia
Si è laureato in giurisprudenza nel 1931 all'Università di Torino.
Nel 1936 ha vinto la cattedra all'Università di Catania, poi ha insegnato a Parma e a Torino prima di trasferirsi a Roma nel 1959 dove ha insegnato Storia del diritto italiano nella facoltà di giurisprudenza.
Dal 1963 al 1967 è stato prorettore della stessa università.
Dal 1956 è stato Giudice di seconda istanza nella Repubblica di San Marino e dal 1957 presidente del consiglio di amministrazione della Cassa per il Credito alle Imprese Artigiane. Per trenta anni è stato avvocato in materia amministrativa e civile davanti alle giurisdizioni superiori.
Il 21 maggio 1953 divenne socio dell'Accademia delle scienze di Torino.
È stato nominato giudice della Corte costituzionale dal Presidente della Repubblica Giovanni Leone il 19 febbraio 1973 in sostituzione del giudice Giuseppe Chiarelli; ha giurato il 22 febbraio successivo.
È rimasto in carica fino al 7 ottobre 1980, data della morte.